# Unión Europea de Geociencias
La Unión Europea de Geociencias (EGU, en inglés: European Geosciences Union) es una unión internacional sin fines de lucro en los campos de las ciencias de la Tierra, planetarias y espaciales. La organización tiene su sede en Múnich (Alemania). La membresía está abierta a individuos que están profesionalmente comprometidos o asociados con estos campos y estudios relacionados, incluyendo estudiantes y jubilados.
La EGU publica 17 revistas científicas de acceso abierto y varias otras publicaciones científicas. También organiza una serie de reuniones temáticas, así como actividades educativas y de divulgación. Su evento más destacado es la Asamblea General, una conferencia anual que reúne a más de 14 000 científicos de todo el mundo. Las sesiones de la reunión cubren una amplia gama de temas, incluyendo la vulcanología, la exploración planetaria, la estructura interna de la Tierra y la atmósfera, el cambio climático y las energías renovables. La EGU cuenta con 22 divisiones científicas que reflejan el carácter interdisciplinario de la organización.

## Historia
La EGU fue creada por la fusión de la Sociedad Geofísica Europea (EGS) y la Unión Europea de Geociencias (EUG) el 7 de septiembre de 2002. Los miembros del Consejo de ambas organizaciones se reunieron en el Hotel Platzl de Múnich, Alemania, para firmar la creación de la Unión Las etapas finales de la fusión se completaron el 31 de diciembre de 2003.

## Conferencias y encuentros
La Unión Europea de Geociencias convoca una Asamblea General anual. La primera asamblea tuvo lugar del 25 al 30 de abril de 2004 en Niza, con el objetivo de reunir a los miembros de la EGU y a otros científicos de todo el mundo. En esta ocasión, la EGU también celebró la contribución de los investigadores con 21 premios y medallas. La Asamblea General se trasladó a Viena en abril de 2005, donde desde entonces se celebra anualmente.

## Publicaciones
La Unión Europea de Geociencias (EGU) publica libros y otros materiales disponibles en papel y en línea. Desde 2001, EGU y Copernicus Publications han publicado un número creciente de revistas científicas de acceso abierto revisadas por pares:
En octubre de 2002 se publicaron las primeras revistas de la EGU transfiriendo la propiedad de las publicaciones del EGS —Advances in Geosciences (ADGEO), Annales Geophysicae (ANGEO), Atmospheric Chemistry and Physics (ACP), Hydrology and Earth System Sciences (HESS), Natural Hazards and Earth System Sciences (NHESS) y Nonlinear Processes in Geophysics (NPG)— a la EGU. Las revistas de acceso abierto Biogeosciences (BG) y Ocean Sciences (OS) se lanzaron a través de Copernicus Publications en marzo y noviembre de 2004, respectivamente. En 2005, EGU lanzó las revistas de acceso abierto Climate of the Past (CP) y eEarth en julio y octubre respectivamente, también a través de Copernicus Publications, como las revistas de acceso abierto The Cryosphere (TC) y Geoscientific Model Development (GMD) que salieron en 2007. En junio de ese mismo año, la EGU lanzó Imaggeo, una base de datos de acceso abierto que contiene fotos y vídeos relacionados con las geociencias. En agosto de 2008, se publicó por primera vez la revista Atmospheric Measurement Techniques (AMT), y las revistas Solid Earth (SE) y Earth System Dynamics (ESD) comenzaron a publicarse en febrero y marzo de 2010, respectivamente. En 2011 se publicó por primera vez Geoscientific Instrumentation, Methods and Data Systems (GI). El 7 de abril de 2013 se lanzaron las revistas de acceso abierto Earth Surface Dynamics (ESurf) y SOIL y en abril de 2018, EGU lanzó la revista de acceso abierto Geoscience Communication (GC) y la compilación Encyclopedia of Geosciences (EG), una colección de artículos entre los artículos tradicionales y las enciclopedias en línea.

## Galardones y premios que otorga
La Unión Europea de Geociencias otorga una serie de medallas anuales para reconocer los logros científicos. Cuatro de estas medallas son de ámbito general:
la Medalla Arthur Holmes para Geociencias de Tierra Sólida,
la Medalla Alfred Wegener para las ciencias atmosféricas, hidrológicas u oceánicas,
la Medalla Jean Dominique Cassini para las ciencias planetarias y espaciales, y
la Medalla Alexander von Humboldt para científicos de países en desarrollo (con énfasis en América Latina y África), que han alcanzado una posición internacional excepcional en geociencias y ciencias planetarias y espaciales, definidas en sus más amplios sentidos.
Además, hay cuatro Premios Arne Richter para científicos jóvenes, seleccionados entre los ganadores de los premios a jóvenes científicos de cada una de las áreas o divisiones en que se estructura la sociedad. En cada una de esas áreas hay 29 medallas para científicos destacados, como la Medalla Hans Oeschger.